# Michael Nelson (calciatore)
Michael John Nelson (Gateshead, 23 marzo 1980) è un allenatore di calcio ed ex calciatore inglese, di ruolo difensore.

## Palmarès

### Giocatore

#### Competizioni nazionali
- Football League One: 1

Norwich City: 2009-2010
- Scottish League Cup:

Kilmarnock: 2011-2012